# Limhamns IF
Limhamns IF var en idrottsförening i Limhamn. Klubben bildades 1905. Säsongerna 1943/1944, 1944/1945 och 1945/1946 spelade klubben i Division II, då Sveriges andradivision, i fotboll. Efter säsongen 2007 slogs klubben samman med Bunkeflo IF, till IF Limhamn Bunkeflo.